# Nicolas Ludovicy
Nicolas Ludovicy, né le 6 octobre 1861 à Larochette (Luxembourg) et mort le 1er mars 1947 dans la même commune, est un industriel et homme politique luxembourgeois.

## Biographie
Originaire de Larochette, Nicolas Brunno Ludovicÿ, né le 6 octobre 1861 est le fils du menuisier Nicolas Ludovicy (1823-1898).
En tant qu'industriel, il travaille dans l'entreprise familiale de filature de laine à tricoter et divers autres industries associées.
En raison du décès de Edgard Leibfried, une élection législative partielle a lieu le 17 mai 1904 dans le canton de Mersch. Ce sont trois personnes qui se portent candidat au scrutin : Nicolas Ludovicy, M. Souvignier et M. Linden. En l'absence d'une majorité absolue au premier tour, un scrutin de ballottage a lieu le 24 mai suivant au cours duquel Nicolas Ludovicy en sort vainqueur avec 524 voix sur 1 035 votants. Il est réélu dans la même circonscription à l'occasion des élections législatives de mai 1908 et juin 1914. En revanche, bien qu'il participe aux législatives anticipées de décembre 1915 sur la liste du Bloc des gauches, il ne parvient pas à conserver son siège au parlement face aux deux candidats du Parti de la droite (RP), Jean-Pierre Ecker (lb) et Alphonse Eichhorn (lb). Bien qu'il ne fait pas partie de l'Assemblée constituante de 1918 chargée de réviser la Constitution au lendemain de la Première Guerre mondiale, il est élu aux premières législatives de 1919 au suffrage universel et scrutin proportionnel plurinominal dans la nouvelle circonscription Centre. Réélu en 1922, il se porte candidat sur la liste du Parti radical-socialiste (RSP) en 1925 à la suite de l'éclatement de la Ligue libérale (LL). Dans les années 1930, le Parti radical-libéral émerge du rapprochement des libéraux mais Nicolas Ludovicy perd son siège au parlement et se retire de la vie politique.
En ce qui concerne la politique locale, il est membre du conseil communal et le bourgmestre de la commune de Larochette de 1918 à 1921.
Il meurt à l'âge de 85 ans dans sa commune natale d'une longue maladie. Il est enterré dans cette même commune le 4 mars dans la matinée,.

## Décoration
- Chevalier de la Légion d'honneur[6] (France)